# Gonçalo de Lagos
Gonçalo de Lagos, C.R.S.A., foi um frade português da Ordem dos Eremitas de Santo Agostinho, venerado sobretudo pelos pescadores do Algarve, que buscam protecção enquanto estão no mar. Era conhecido por ter-se dedicado no seu tempo à pregação enquanto superior de alguns mosteiros da sua ordem. Em 1778 foi feito beato pela Igreja Católica.

## Ligações exteriores
- São Gonçalo de Lagos, presbítero, +1422, evangelhoquotidiano.org